# Stadtwerke Pforzheim
Die SWP Stadtwerke Pforzheim GmbH und Co. KG (SWP) sind ein Energieversorgungsunternehmen mit Sitz in Pforzheim. Sie sind zudem der regionale Netzbetreiber in der Stadt Pforzheim und in Teilen des Enzkreises. Neben der Versorgung der regionalen Kunden mit Fernwärme, Gas und Trinkwasser sind die SWP auch deutschlandweit als Lieferant für Ökostrom und Erdgas im Privatkundenbereich aktiv. Mit der Bereitstellung und dem Ausbau des Glasfasernetzes in Pforzheim sind die SWP auch Infrastrukturdienstleister im Bereich Datenkommunikation.

## Geschichte
Bereits im Jahr 1835 wurde die Gasversorgung in Pforzheim gegründet. Die erste zentrale Wasserversorgung Pforzheims wurde 1875 gegründet und speiste sich aus den Quellen des Grösseltals. Von den insgesamt 23.000 Einwohnern der Stadt verfügten damals 17.000 über einen eigenen Anschluss.
Das erste Elektrizitätswerk der Stadt nahm 1894, nach zehnjähriger Planungsphase, seinen Betrieb auf. Nach dem Ersten Weltkrieg beschloss der Bürgerausschuss der Stadt Pforzheim den Anschluss des Stromnetzes an die Überlandstromversorgung Badens. 1922 verfügten fast alle städtischen Betriebe über einen Stromanschluss.
Am 1. Januar 1939 trat die Eigenbetriebsverordnung in Kraft: Mit der Zusammenfassung der Versorgungsdienstleister Gaswerk, Wasserwerk, Elektrizitätswerk sowie der Straßenbahn Pforzheim und der Pforzheimer Kleinbahn nach Ittersbach war dies die Geburtsstunde der Stadtwerke Pforzheim. Später betrieben sie auch noch den Oberleitungsbus Pforzheim, er verkehrte von 1951 bis 1969.
Die zweite Hälfte des 20. Jahrhunderts war vom Ausbau der Stadtwerke geprägt. 1972 und 1983 entstanden ein 110-kV-Schalthaus und eine 20-kV-Schaltzentrale. Das Enzwerk in Brötzingen – in der Nachkriegszeit als Provisorium angelegt – wurde ebenfalls ausgebaut und bildete während drei Dekaden das Herz der Stromversorgung. Als 1980 eine Zusammenführung der betriebseigenen Gebäude auf dem Enzwerkgelände erfolgte, wurde das alte Kraftwerk abgerissen.
Seit 1985 entwickelten sich die Pforzheimer Stadtwerke zum Energieversorger und -dienstleister der gesamten Region. Besonders die Aspekte rationelle Energiegewinnung und erneuerbare Energien spielten in den letzten zwei Jahrzehnten eine große Rolle. So wurden zur Stromgewinnung Flusskraftwerke an der Auerbrücke und in Eutingen errichtet.
Im Jahr 2004 wurde der Biomasse-Block im Heizkraftwerk Pforzheim in Betrieb genommen.
Ab dem Jahr 2021 wird der Biomasse-Block im Heizkraftwerk durch fünf Gasmotoren ergänzt. Mit den gasbetriebenen Turbinen, die jeweils eine Leistung von 13.600 PS erreichen, sollen künftig bis zu 52 MW Strom erzeugt und jährlich bis zu 35.000 Tonnen CO2 eingespart werden.

## Das Unternehmen

### Struktur
Die Stadtwerke Pforzheim sind ein Energieversorgungsunternehmen in privatwirtschaftlicher Gesellschaftsform. Gesellschafter sind die Stadt Pforzheim (65 %) sowie die Thüga AG (35 %). Die SWP sind mit 20 % an der Gasversorgung Pforzheim Land GmbH (GVP) beteiligt. Außerdem hielten die SWP bislang 90 % der Anteile der Heizkraftwerke Pforzheim GmbH. Seit 2020 ist das Heizkraftwerk Teil der Stadtwerke Pforzheim und wurde als Bereich Erzeugung in die Unternehmensstruktur eingegliedert.

### Kennzahlen aus dem Jahr 2020
| Absatz Stromvertrieb (gesamt) | 567 Mio. kWh |
| Abgabe Fernwärme (gesamt)     | 286 Mio. kWh |
| Absatz Gasvertrieb (gesamt)   | 537 Mio. kWh |
| Nutzbare Wassermenge (gesamt) | 7.456 Tm³    |
| [ 7 ]                         |              |

### Bereiche im Netzbetrieb

#### Strom
Die Stadtwerke versorgen Pforzheim seit Ende des 19. Jahrhunderts mit elektrischer Energie. Heute beziehen die SWP ihren Strom zum einen über das Energiebeschaffungsunternehmen Syneco, das zum Netzwerk der Thüga AG gehört. Darüber hinaus produzieren die Stadtwerke Pforzheim auch Strom aus eigener, nachhaltiger Erzeugung in Flusskraftwerken an der Auerbrücke oder in Eutingen. Das zentral in der Innenstadt gelegene Flusskraftwerk Auerbrücke produziert mit seinen beiden Turbinen jährlich rund 3,5 Mio. kWh aus erneuerbaren Energien. Seit 2016 befindet sich zudem eine Fischaufstiegshilfe am Flusskraftwerk Auerbrücke.

#### Gas, Wasser und Fernwärme
Das Unternehmen vertreibt neben herkömmlichem Erdgas auch Biogas.
Teile der Trinkwasserversorgung kommt aus Brunnen und Quellen der SWP, zum Beispiel den unteren Enzauen, dem Grösseltal und dem Nagoldtal. Ergänzt wird die Wasserversorgung mit Eigenwasser durch Wasserbezug aus der Bodensee-Wasserversorgung.

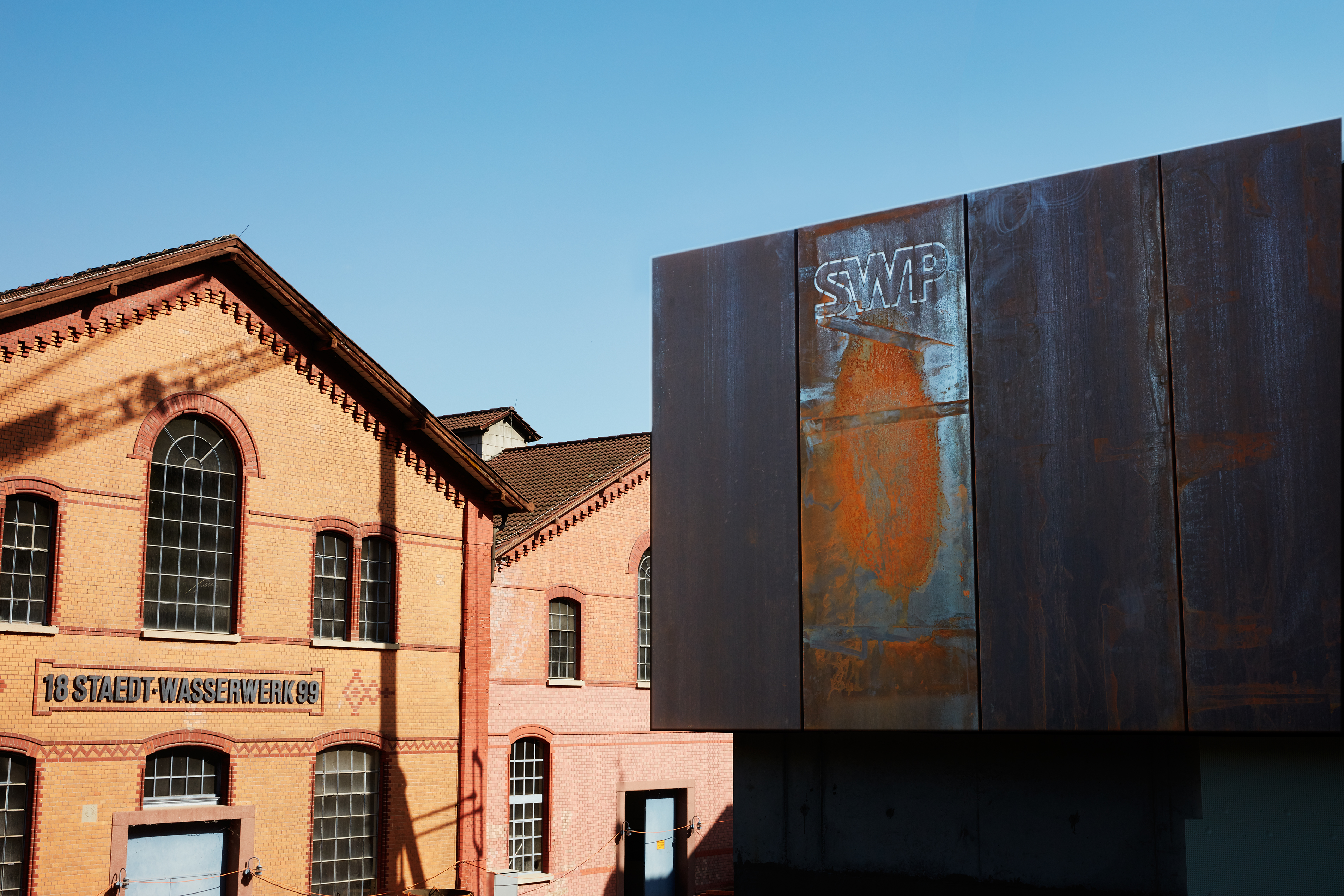
Historisches Gebäude des Wasserwerks Friedrichsberg mit Ultrafiltrations- und Umkehrosmoseanlage.

Im Jahr 2018 eröffneten die Stadtwerke Pforzheim ihre neue Wasseraufbereitungsanlage. Mittels Umkehrosmose und Ultrafiltration ist es seither möglich, das Rohwasser in Pforzheim durch physikalische Desinfektion zu reinigen und den Härtegrad des Wassers zu senken.
Anfang 2021 stellten die Stadtwerke Pforzheim ihre wasserwirtschaftliche Strategie vor. Ziel der Strategie sei es, bis zum Jahr 2030 die Produktion von Eigenwasser aus regionalen Quellen und Brunnen von bislang 45 % auf 70 % zu erhöhen. Damit soll langfristig die unabhängige Wasserversorgung der Stadt und des Umlandes gewährleistet werden. Weiterhin ziele die wasserwirtschaftliche Strategie darauf ab, den Grundwasser- und Ressourcenschutz und die Sicherstellung der (hydro-)geologischen Gegebenheiten zu gewährleisten. Zentral dafür sei ein Ausbau der Wassertransport- und -versorgungsleitungen sowie der Miteinbezug und Austausch zwischen den Stadtwerken Pforzheim und den umliegenden Gemeinden.

#### Erzeugung
Mit der 2020 erfolgten Übernahme der Heizkraftwerk Pforzheim GmbH (HKW), bei der die SWP zuvor mit 90 % beteiligt waren, verfügt das Unternehmen über ein eigenes Heizkraftwerk. Hier werden Strom und Fernwärme mit der Nutzung von Kraft-Wärme-Kopplung erzeugt, sodass eine Ausnutzung von über 80 % der Primärenergie ermöglicht wird.
Mit der Inbetriebnahme des Biomasse-Blocks werden im HKW mit Altholz und Holzhackschnitzel nachwachsende Rohstoffe umgewandelt. Ein weiteres Biomasse-Heizwerk wird von den SWP in Hohenwart (Pforzheim) betrieben. Dieses versorgt zum einen öffentliche Gebäude aber auch Privathaushalte mit Nahwärme.
Ab dem Jahr 2021, in dem der Biomasse-Block mit fünf neuen Gasmotoren ergänzt wird, läuft das Kraftwerk ohne auf den fossilen Energieträger Kohle zurückgreifen zu müssen. Damit gaben die SWP für das Jahr 2021 den Kohleausstieg für Pforzheim bekannt.

#### Telekommunikation
Das Unternehmen bietet WLAN- und Glasfaser-Verbindungen im Gebiet der Stadt Pforzheim an.

### Engagement

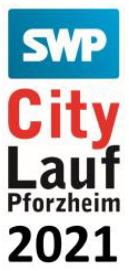
Logo des SWP City-Laufs 2021

Seit vielen Jahren sind die Stadtwerke Pforzheim Hauptsponsor und Namensgeber für den vom Badischen Leichtathletik-Verband e. V. organisierten SWP City-Lauf. Im Breitensport sponsert SWP regionale Vereine: den 1. CfR Pforzheim, das American-Football-Team Pforzheim Wilddogs, den TGS Pforzheim 1895 e. V. und den SG Pforzheim/Eutingen e. V.
Über die Crowdfunding-Plattform SWP-Crowd werden seit Mai 2020 regionale Initiativen, Vereine und Projekte unterstützt.